# Бушнов Михайло Ілліч
Бушнов Михайло Ілліч (нар. 21 жовтня 1923, Ростов-на-Дону, СРСР — пом. 12 травня 2014, Ростов-на-Дону, Росія) — радянський та російський актор. Народний артист СРСР (1985).
Закінчив театральне училище ім. Б. Щукіна (1951).